# Crown Legacy FC
El Crown Legacy FC es un equipo de fútbol de la ciudad de Matthews, Carolina del Norte, Estados Unidos. Fue fundado en 2022 y es el equipo reserva del Charlotte FC de la MLS. Juega en la MLS Next Pro desde la temporada 2023.

## Historia
El equipo reserva fue anunciado el 31 de marzo de 2022, anteriormente el Charlotte FC estaba afiliado al Charlotte Independence de la USL League One como segundo equipo. Se anunció su incorporación a la MLS Next Pro en la temporada 2023 con José Tavares como entrenador.
El nombre del club, "Legado de la Corona", así como su escudo fueron presentados en enero de 2023. El club debutó el 26 de marzo con un empate 2-2 de local ante el Huntsville City FC; Brandon Cambridge anotó el primer gol del equipo.

## Estadio
El Crown Legacy FC disputa sus encuentros de local en el complejo Mecklenburg County Sportsplex en Matthews, Carolina del Norte, con una capacidad de 5 000 espectadores.

## Jugadores

### Equipo 2024
- El equipo incluye jugadores del primer equipo, además de jugadores de las juveniles y a prueba.